# Tajvan a 2004. évi nyári olimpiai játékokon
Tajvan a görögországi Athénban megrendezett 2004. évi nyári olimpiai játékok egyik részt vevő nemzete volt. Az országot az olimpián 14 sportágban 88 sportoló képviselte, akik összesen 5 érmet szereztek.

## Érmesek
| Érem  | Versenyző                                    | Sportág   | Versenyszám      |
| ----- | -------------------------------------------- | --------- | ---------------- |
| Arany | Chu Mu-Yen                                   | Taekwondo | Férfi légsúly    |
| Arany | Chen Shih-Hsien                              | Taekwondo | Női légsúly      |
| Ezüst | Chen Szu-Yuan Liu Ming-Huang Wang Cheng-Pang | Íjászat   | Férfi csapat     |
| Ezüst | Huang Chih-Hsiung                            | Taekwondo | Férfi pehelysúly |
| Bronz | Chen Li-Ju Wu Hui-Ju Yuan Shu-Chi            | Íjászat   | Női csapat       |

## Asztalitenisz
Férfi
| Versenyző                        | Versenyszám | 64-es főtábla     | 48-as főtábla     | 32-es főtábla                                                                              | Nyolcaddöntő                                                                                      | Negyeddöntő                                          | Elődöntő          | Döntő             | Helyezés |
| Versenyző                        | Versenyszám | Ellenfél Eredmény | Ellenfél Eredmény | Ellenfél Eredmény                                                                          | Ellenfél Eredmény                                                                                 | Ellenfél Eredmény                                    | Ellenfél Eredmény | Ellenfél Eredmény | Helyezés |
| -------------------------------- | ----------- | ----------------- | ----------------- | ------------------------------------------------------------------------------------------ | ------------------------------------------------------------------------------------------------- | ---------------------------------------------------- | ----------------- | ----------------- | -------- |
| Chuan Chih-Yuan                  | Egyes       |                   |                   | Peter Karlsson (SWE) · 16-18, 11-6, 8-11, 11-7, 11-3, 11-8                                 | O Szangun (KOR) · 12-10, 12-10, 6-11, 12-10, 9-11, 11-5                                           | Vang Hao (CHN) · 11-5, 10-12, 11-9, 4-11, 6-11, 7-11 | kiesett           | kiesett           | 5.       |
| Chiang Peng-Lung                 | Egyes       |                   |                   | Adrian Crișan (ROU) · 11-9, 11-5, 12-10, 2-11, 11-8                                        | Ju Szungmin (KOR) · 6-11, 6-11, 11-7, 11-8, 3-11, 11-6, 4-11                                      | kiesett                                              | kiesett           | kiesett           | 9.       |
| Chiang Peng-Lung Chuan Chih-Yuan | Páros       |                   |                   | Egyesült Államok (USA) · Mark Hazinski · Ilija Lupulesku · 14-12, 8-11, 13-11, 16-14, 11-9 | Lengyelország (POL) · Lucjan Błaszczyk · Tomasz Krzeszewski · 11-7, 10-12, 11-8, 7-11, 7-11, 5-11 | kiesett                                              | kiesett           | kiesett           | 9.       |

Női
| Versenyző               | Versenyszám | 64-es főtábla                                 | 48-as főtábla                                                           | 32-es főtábla                                                                                                   | Nyolcaddöntő                                                   | Negyeddöntő       | Elődöntő          | Döntő             | Helyezés |
| Versenyző               | Versenyszám | Ellenfél Eredmény                             | Ellenfél Eredmény                                                       | Ellenfél Eredmény                                                                                               | Ellenfél Eredmény                                              | Ellenfél Eredmény | Ellenfél Eredmény | Ellenfél Eredmény | Helyezés |
| ----------------------- | ----------- | --------------------------------------------- | ----------------------------------------------------------------------- | --- | -------------------------------------------------------------- | ----------------- | ----------------- | ----------------- | -------- |
| Huang I-Hua             | Egyes       | Lejla Búszetta (ALG) · 11-8, 11-3, 11-4, 11-8 | Wenling Tan Monfardini (ITA) · 2-11, 11-9, 9-11, 11-9, 11-13, 7-11      | kiesett | kiesett                                                        | kiesett           | kiesett           | kiesett           | 33.      |
| Huang I-Hua Lu Yun-Feng | Páros       |                                               | Tunézia (TUN) · Neszrín Ben Kahja · Olfa Genni · 11-4, 11-4, 11-6, 11-4 | Fehéroroszország (BLR) · Taccjana Lohackaja · Veranyika Pavlavics · 10-12, 10-12, 11-7, 7-11, 14-12, 11-9, 11-7 | Kína (CHN) · Kuo Jüe · Niu Csien-feng · 9-11, 4-11, 6-11, 2-11 | kiesett           | kiesett           | kiesett           | 9.       |

## Atlétika
Férfi
| Versenyző    | Versenyszám | Eredmény | Helyezés |
| ------------ | ----------- | -------- | -------- |
| Wu Wen-Chien | Maraton     | 2:23,54  | 56.      |

Női
| Versenyző   | Versenyszám | Eredmény | Helyezés |
| ----------- | ----------- | -------- | -------- |
| Hsu Yu-Fang | Maraton     | 2:55,58  | 57.      |

## Baseball
| #          | Poz. | Név              | Születési idő                    | Klub                |
| ---------- | ---- | ---------------- | -------------------------------- | ------------------- |
| 1          | P    | Wang Chien-Ming  | 1980. március 31. (24 évesen)    | New York Yankees    |
| 18         | P    | Pan Wei-Lun      | 1982. március 5. (22 évesen)     | Uni-President Lions |
| 19         | P    | Lin Ying-Chieh   | 1981. május 1. (23 évesen)       | Macoto Cobras       |
| 25         | P    | Tu Chang-Wei     | 1982. május 11. (22 évesen)      | Meifu Giants        |
| 32         | P    | Huang Kevin      | 1982. április 25. (22 évesen)    | Boston Red Sox      |
| 46         | P    | Yang Chien-Fu    | 1979. április 22. (25 évesen)    | Sinon Bulls         |
| 54         | P    | Chen Wei-Yin     | 1985. július 21. (19 évesen)     | Chunichi Dragons    |
| 56         | P    | Keng Po-Hsuan    | 1984. október 15. (19 évesen)    | Fubon Bulls         |
| 71         | P    | Tsao Chin-Hui    | 1981. június 2. (23 évesen)      | Colorado Rockies    |
| 99         | P    | Chang Chih-Chia  | 1980. május 6. (24 évesen)       | Seibu Lions         |
| 27         | C    | Yeh Chun-Chang   | 1972. október 25. (31 évesen)    | Sinon Bulls         |
| 32         | C    | Kao Chih-kang    | 1981. február 7. (23 évesen)     | Co-operative Bank   |
| 91         | P/IF | Lin En-Yu        | 1981. március 25. (23 évesen)    | Amateur             |
| 6          | IF   | Tsai Feng-An     | 1975. november 20. (28 évesen)   | Brother Elephants   |
| 13         | IF   | Chen Yung-Chi    | 1983. július 13. (21 évesen)     | Seattle Mariners    |
| 17         | IF   | Huang Chung-Yi   | 1967. október 12. (36 évesen)    | Sinon Bulls         |
| 31         | IF   | Cheng Chang-Ming | 1978. január 28. (26 évesen)     | Chinatrust Whales   |
| 49         | IF   | Chang Tai-Shan   | 1976. október 31. (27 évesen)    | Sinon Bulls         |
| 55         | IF   | Hsieh Chia-Shian | 1976. április 8. (28 évesen)     | Macoto Cobras       |
| 88         | IF   | Cheng Chao-Hang  | 1977. február 14. (27 évesen)    | Sinon Bulls         |
| 23         | OF   | Peng Cheng-Min   | 1978. augusztus 6. (26 évesen)   | Brother Elephants   |
| 24         | OF   | Lin Wei-Chu      | 1979. január 22. (25 évesen)     | Hanshin Tigers      |
| 50         | OF   | Chen Chih-Yuan   | 1976. október 27. (27 évesen)    | Brother Elephants   |
| 52         | OF   | Chen Chin-feng   | 1977. október 28. (26 évesen)    | Los Angeles Dodgers |
| Vezetőedző |      |                  |                                  |                     |
| 85         |      | Hsu Sheng-Ming   | 1958. szeptember 11. (45 évesen) |                     |

- Kor: 2004. augusztus 14-i kora

### Eredmények
Csoportkör
| Csapat      | M | Gy | V | P+ | P– | Pk  |
| ----------- | - | -- | - | -- | -- | --- |
| Japán       | 7 | 6  | 1 | 49 | 20 | +29 |
| Kuba        | 7 | 6  | 1 | 41 | 17 | +24 |
| Kanada      | 7 | 5  | 2 | 39 | 17 | +22 |
| Ausztrália  | 7 | 4  | 3 | 49 | 30 | +19 |
| Tajvan      | 7 | 3  | 4 | 24 | 28 | –4  |
| Hollandia   | 7 | 2  | 5 | 29 | 55 | –26 |
| Görögország | 7 | 1  | 6 | 24 | 49 | –25 |
| Olaszország | 7 | 1  | 6 | 19 | 58 | –39 |

| 2004. augusztus 15. 18:30 |  | Kanada (CAN) | 7–0 | Tajvan |  |  |
| 2004. augusztus 15. 18:30 |  |              |     |        |  |  |

| 2004. augusztus 16. 10:30 |  | Ausztrália (AUS) | 0–3 | Tajvan |  |  |
| 2004. augusztus 16. 10:30 |  |                  |     |        |  |  |

| 2004. augusztus 17. 11:30 |  | Tajvan (TPE) | 7–1 | Görögország |  |  |
| 2004. augusztus 17. 11:30 |  |              |     |             |  |  |

| 2004. augusztus 18. 19:30 |  | Tajvan (TPE) | 2–10 | Kuba |  |  |
| 2004. augusztus 18. 19:30 |  |              |      |      |  |  |

| 2004. augusztus 20. 10:30 |  | Tajvan (TPE) | 4–5 | Olaszország |  |  |
| 2004. augusztus 20. 10:30 |  |              |     |             |  |  |

| 2004. augusztus 21. 10:30 |  | Japán (JPN) | 4–3 | Tajvan |  |  |
| 2004. augusztus 21. 10:30 |  |             |     |        |  |  |

| 2004. augusztus 22. 10:30 |  | Hollandia (NED) | 1–5 | Tajvan |  |  |
| 2004. augusztus 22. 10:30 |  |                 |     |        |  |  |

| Csapat | Helyezés |
| ------ | -------- |
| Tajvan | 5.       |

## Cselgáncs
Női
| Versenyző      | Versenyszám | Selejtező                                 | Nyolcaddöntő                        | Negyeddöntő       | Elődöntő          | Vigaszág első kör | Vigaszág negyeddöntő | Vigaszág elődöntő | Bronz- mérkőzés   | Döntő             | Helyezés    |
| Versenyző      | Versenyszám | Ellenfél Eredmény                         | Ellenfél Eredmény                   | Ellenfél Eredmény | Ellenfél Eredmény | Ellenfél Eredmény | Ellenfél Eredmény    | Ellenfél Eredmény | Ellenfél Eredmény | Ellenfél Eredmény | Helyezés    |
| -------------- | ----------- | ----------------------------------------- | ----------------------------------- | ----------------- | ----------------- | ----------------- | -------------------- | ----------------- | ----------------- | ----------------- | ----------- |
| Liu Shu-Yun    | Középsúly   |                                           | Catherine Jacques (BEL) · 0010-0220 | kiesett           | kiesett           | kiesett           |                      |                   |                   |                   | helyezetlen |
| Lee Hsiao-Hung | Nehézsúly   | Erdene-Ocsirín Dolgormá (MGL) · 0001-0021 | kiesett                             | kiesett           | kiesett           | kiesett           |                      |                   |                   |                   | helyezetlen |

## Evezés
Férfi
| Versenyző     | Versenyszám  | Előfutam | Előfutam | Vigaszág | Vigaszág | Elődöntő | Elődöntő | Elődöntő | Döntő | Döntő   | Döntő | Helyezés |
| Versenyző     | Versenyszám  | Idő      | Hely.    | Idő      | Hely.    | Típus    | Idő      | Hely.    | Típus | Idő     | Hely. | Helyezés |
| ------------- | ------------ | -------- | -------- | -------- | -------- | -------- | -------- | -------- | ----- | ------- | ----- | -------- |
| Wang Ming-Hui | Egypárevezős | 7:29,99  | 4.       | 7:09,99  | 3.       | D/E      | 7:14,79  | 4.       | E     | 7:07,84 | 1.    | 25.      |

Női
| Versenyző       | Versenyszám  | Előfutam | Előfutam | Vigaszág | Vigaszág | Elődöntő | Elődöntő | Elődöntő | Döntő | Döntő   | Döntő | Helyezés |
| Versenyző       | Versenyszám  | Idő      | Hely.    | Idő      | Hely.    | Típus    | Idő      | Hely.    | Típus | Idő     | Hely. | Helyezés |
| --------------- | ------------ | -------- | -------- | -------- | -------- | -------- | -------- | -------- | ----- | ------- | ----- | -------- |
| Chiang Chien-Ju | Egypárevezős | 8:15,86  | 6.       | 7:48,36  | 3.       | C/D      | 8:05,71  | 2.       | C     | 7:49,13 | 5.    | 17.      |

## Íjászat
Férfi
| Versenyző                                    | Versenyszám | Selejtező | Selejtező | 64-es főtábla                       | 32-es főtábla                                | Nyolcaddöntő                                | Negyeddöntő                                                                      | Elődöntő                                                                               | Döntő                                                                     | Helyezés |
| Versenyző                                    | Versenyszám | Pont      | Kiemelt   | Ellenfél Eredmény                   | Ellenfél Eredmény                            | Ellenfél Eredmény                           | Ellenfél Eredmény                                                                | Ellenfél Eredmény                                                                      | Ellenfél Eredmény                                                         | Helyezés |
| -------------------------------------------- | ----------- | --------- | --------- | ----------------------------------- | -------------------------------------------- | ------------------------------------------- | -------------------------------------------------------------------------------- | -------------------------------------------------------------------------------------- | ------------------------------------------------------------------------- | -------- |
| Chen Szu-Yuan                                | Egyéni      | 663       | 10.       | Jeff Henckels (LUX) (55.) · 136-132 | Javor Hrisztov (BUL) (42.) · 170-159         | Balzsinyima Cirempilov (RUS) (7.) · 169-161 | Larry Godfrey (GBR) (31.) · 108-110                                              | kiesett                                                                                | kiesett                                                                   | 7.       |
| Liu Ming-Huang                               | Egyéni      | 663       | 11.       | Ken Uprichard (NZL) (54.) · 148-145 | Victor Wunderle (USA) (43.) · 160-164        | kiesett                                     | kiesett                                                                          | kiesett                                                                                | kiesett                                                                   | 26.      |
| Wang Cheng-Pang                              | Egyéni      | 659       | 18.       | John Magera (USA) (47.) · 159-144   | Viktor Ruban (UKR) (15.) · 167 (+8)-167 (+9) | kiesett                                     | kiesett                                                                          | kiesett                                                                                | kiesett                                                                   | 17.      |
| Chen Szu-Yuan Liu Ming-Huang Wang Cheng-Pang | Csapat      | 1985      | 2.        |                                     |                                              |                                             | Ausztrália (AUS) · David Barnes · Tim Cuddihy · Simon Fairweather (7.) · 250-247 | Egyesült Államok (USA) · Butch Johnson · John Magera · Victor Wunderle (11.) · 244-243 | Dél-Korea (KOR) · Im Donghjon · Csang Jongho · Pak Kjongmo (1.) · 245-251 |          |

Női
| Versenyző                         | Versenyszám | Selejtező | Selejtező | 64-es főtábla                          | 32-es főtábla                                | Nyolcaddöntő                                                                         | Negyeddöntő                                                                     | Elődöntő                                                            | Döntő | Helyezés |
| Versenyző                         | Versenyszám | Pont      | Kiemelt   | Ellenfél Eredmény                      | Ellenfél Eredmény                            | Ellenfél Eredmény                                                                    | Ellenfél Eredmény                                                               | Ellenfél Eredmény                                                   | Ellenfél Eredmény                                                                                        | Helyezés |
| --------------------------------- | ----------- | --------- | --------- | -------------------------------------- | -------------------------------------------- | ------------------------------------------------------------------------------------ | ------------------------------------------------------------------------------- | ------------------------------------------------------------------- | --- | -------- |
| Chen Li-Ju                        | Egyéni      | 617       | 45.       | Szumangala Sarma (IND) (20.) · 133-142 | kiesett                                      | kiesett                                                                              | kiesett                                                                         | kiesett                                                             | kiesett                                                                                                  | 50.      |
| Yuan Shu-Chi                      | Egyéni      | 658       | 6.        | Katerina Paleha (UKR) (59.) · 162-158  | Małgorzata Sobieraj (POR) (27.) · 158-149    | Rína Kumári (IND) (43.) · 166-148                                                    | Jun Midzsin (KOR) (3.) · 107-105                                                | I Szongdzsin (KOR) (2.) · 98-104                                    | Bronzmérkőzés · Alison Williamson (GBR) (21.) · 104-105                                                  | 4.       |
| Wu Hui-Ju                         | Egyéni      | 649       | 10.       | Nargisz Nabijeva (TJK) (55.) · 156-152 | Anja Hitzler (GER) (23.) · 156 (+9)-156 (+8) | Justyna Mospinek (POL) (7.) · 160-151                                                | I Szongdzsin (KOR) (2.) · 103-104                                               | kiesett                                                             | kiesett                                                                                                  | 6.       |
| Chen Li-Ju Wu Hui-Ju Yuan Shu-Chi | Csapat      | 1924      | 3.        |                                        |                                              | Japán (JPN) · Kavaszaki Jukari · Kavaucsi Szajoko · Macusita Szajami (14.) · 240-226 | Németország (GER) · Anja Hitzler · Cornelia Pfohl · Wiebke Nulle (6.) · 233-230 | Kína (CHN) · Ho Jing · Csang Csüan-csüan · Lin Szang (2.) · 226-230 | Bronzmérkőzés · Franciaország (FRA) · Alexandra Fouace · Bérengère Schuh · Aurore Trayan (13.) · 242-228 |          |

## Kerékpározás

### Pálya-kerékpározás
Időfutam
| Név           | Versenyszám           | Idő      | Helyezés |
| ------------- | --------------------- | -------- | -------- |
| Lin Chih-Hsun | Férfi egyéni időfutam | 1:06,240 | 16.      |

## Softball
- Chang Li-Chiu
- Chen Feng-Yin
- Chen Miao-Yi
- Huang Hui Wen
- Lai Sheng Jung
- Li Chiu Ching
- Lin Po-Jen
- Lin Su Hua
- Pan-Tzu Hui
- Tung Yun Chi
- Wang Hsiao-Ping
- Wang Ya-Fen
- Wu Chia Yen
- Yang Hui-Chun
- Yen Show-Tzu

### Eredmények
Csoportkör
| Csapat           | M | Gy | V | P+ | P– | Pk  |
| ---------------- | - | -- | - | -- | -- | --- |
| Egyesült Államok | 7 | 7  | 0 | 41 | 0  | +41 |
| Ausztrália       | 7 | 6  | 1 | 22 | 14 | +8  |
| Japán            | 7 | 4  | 3 | 17 | 8  | +9  |
| Kína             | 7 | 3  | 4 | 15 | 20 | –5  |
| Kanada           | 7 | 3  | 4 | 6  | 14 | –8  |
| Tajvan           | 7 | 2  | 5 | 3  | 13 | –10 |
| Görögország      | 7 | 2  | 5 | 6  | 24 | –18 |
| Olaszország      | 7 | 1  | 6 | 8  | 25 | –17 |

| 2004. augusztus 14. 17:00 |  | Tajvan (TPE) | 0–2 | Kanada |  |  |
| 2004. augusztus 14. 17:00 |  |              |     |        |  |  |

| 2004. augusztus 15. 9:30 |  | Tajvan (TPE) | 0–6 | Japán |  |  |
| 2004. augusztus 15. 9:30 |  |              |     |       |  |  |

| 2004. augusztus 16. 19:30 |  | Tajvan (TPE) | 0–1 | Ausztrália |  |  |
| 2004. augusztus 16. 19:30 |  |              |     |            |  |  |

| 2004. augusztus 17. 17:00 |  | Tajvan (TPE) | 2–0 | Görögország |  |  |
| 2004. augusztus 17. 17:00 |  |              |     |             |  |  |

| 2004. augusztus 18. 9:30 |  | Olaszország (ITA) | 0–1 | Tajvan |  |  |
| 2004. augusztus 18. 9:30 |  |                   |     |        |  |  |

| 2004. augusztus 19. 9:30 |  | Tajvan (TPE) | 0–1 | Kína |  |  |
| 2004. augusztus 19. 9:30 |  |              |     |      |  |  |

| 2004. augusztus 20. 12:00 |  | Tajvan (TPE) | 0–3 | Egyesült Államok |  |  |
| 2004. augusztus 20. 12:00 |  |              |     |                  |  |  |

| Csapat | Helyezés |
| ------ | -------- |
| Tajvan | 6.       |

## Sportlövészet
Férfi
| Versenyző     | Versenyszám    | Selejtező | Selejtező | Döntő   | Döntő    |
| Versenyző     | Versenyszám    | Pont      | Helyezés  | Pont    | Helyezés |
| ------------- | -------------- | --------- | --------- | ------- | -------- |
| Chang Yi-Ning | Légpisztoly    | 569       | 40.       | kiesett | kiesett  |
| Chang Yi-Ning | Szabadpisztoly | 548       | 30.*      | kiesett | kiesett  |

Női
| Versenyző   | Versenyszám | Selejtező | Selejtező | Döntő   | Döntő    |
| Versenyző   | Versenyszám | Pont      | Helyezés  | Pont    | Helyezés |
| ----------- | ----------- | --------- | --------- | ------- | -------- |
| Lin Yi-Chun | Dupla trap  | 106       | 7.*       | kiesett | kiesett  |

* - egy másik versenyzővel azonos eredményt ért el

## Súlyemelés
Férfi
| Versenyző         | Versenyszám | Szakítás                 | Szakítás                 | Lökés    | Lökés    | Összesen | Helyezés |
| Versenyző         | Versenyszám | Eredmény                 | Helyezés                 | Eredmény | Helyezés | Összesen | Helyezés |
| ----------------- | ----------- | ------------------------ | ------------------------ | -------- | -------- | -------- | -------- |
| Yang Chin-Yi      | 56 kg       | érvényes kísérlet nélkül | érvényes kísérlet nélkül | kiesett  | kiesett  | kiesett  | kiesett  |
| Wang Shin-Yuan    | 56 kg       | érvényes kísérlet nélkül | érvényes kísérlet nélkül | kiesett  | kiesett  | kiesett  | kiesett  |
| Yang Sheng-Hsiung | 62 kg       | 120,0                    | 11.**                    | 160,0    | 4.***    | 280,0    | 9.       |
| Kuo Cheng-Wei     | 69 kg       | 132,5                    | 13.                      | 165,0    | 8.*      | 297,5    | 10.      |

Női
| Versenyző       | Versenyszám | Szakítás                 | Szakítás                 | Lökés    | Lökés    | Összesen | Helyezés |
| Versenyző       | Versenyszám | Eredmény                 | Helyezés                 | Eredmény | Helyezés | Összesen | Helyezés |
| --------------- | ----------- | ------------------------ | ------------------------ | -------- | -------- | -------- | -------- |
| Chen Han-Tung   | 48 kg       | 80,0                     | 7.                       | 102,5    | 7.       | 182,5    | 6.       |
| Chen Wei-Ling   | 48 kg       | 75,0                     | 11.**                    | 95,0     | 9.**     | 170,0    | 11.      |
| Huang Shih-Chun | 75 kg       | érvényes kísérlet nélkül | érvényes kísérlet nélkül | kiesett  | kiesett  | kiesett  | kiesett  |

* - egy másik versenyzővel azonos eredményt ért el

** - két másik versenyzővel azonos eredményt ért el

*** - négy másik versenyzővel azonos eredményt ért el

## Taekwondo
Férfi
| Versenyző         | Versenyszám | Nyolcaddöntő                  | Negyeddöntő                    | Elődöntő                      | Vigaszág első kör | Vigaszág elődöntő | Bronz- mérkőzés   | Döntő                     | Helyezés |
| Versenyző         | Versenyszám | Ellenfél Eredmény             | Ellenfél Eredmény              | Ellenfél Eredmény             | Ellenfél Eredmény | Ellenfél Eredmény | Ellenfél Eredmény | Ellenfél Eredmény         | Helyezés |
| ----------------- | ----------- | ----------------------------- | ------------------------------ | ----------------------------- | ----------------- | ----------------- | ----------------- | ------------------------- | -------- |
| Chu Mu-Yen        | Légsúly     | Szálem Ezz ed-Dín (LBA) · RSC | Juan Antonio Ramos (ESP) · 9-1 | Tamer Bayoumi (EGY) · 5-4     |                   |                   |                   | Oscar Salazar (MEX) · 5-1 |          |
| Huang Chih-Hsiung | Pehelysúly  | Tamer Hussein (EGY) · 8-1     | Tuncay Caliskan (AUT) · 10-8   | Gabriel Sagastume (GUA) · 7-5 |                   |                   |                   | Hádi Szái (IRI) · 3-4     |          |

Női
| Versenyző       | Versenyszám | Nyolcaddöntő                | Negyeddöntő                            | Elődöntő                | Vigaszág első kör | Vigaszág elődöntő | Bronz- mérkőzés   | Döntő                      | Helyezés |
| Versenyző       | Versenyszám | Ellenfél Eredmény           | Ellenfél Eredmény                      | Ellenfél Eredmény       | Ellenfél Eredmény | Ellenfél Eredmény | Ellenfél Eredmény | Ellenfél Eredmény          | Helyezés |
| --------------- | ----------- | --------------------------- | -------------------------------------- | ----------------------- | ----------------- | ----------------- | ----------------- | -------------------------- | -------- |
| Chen Shih-Hsien | Légsúly     | Szangina Baidja (NEP) · 4-0 | Gladys Mora (COL) · 1-0                | Gonda Ivett (CAN) · 3-2 |                   |                   |                   | Yanely Labrada (CUB) · 5-4 |          |
| Chi Shu-Ju      | Pehelysúly  | Abeer Essawy (EGY) · 8-0    | Nootcharin Sukkhongdumnoen (THA) · 1-2 | kiesett                 |                   |                   |                   |                            | 9.       |

RSC - a játékvezető megállította a mérkőzést

## Tenisz
Férfi
| Versenyző   | Versenyszám | 64-es főtábla                    | 32-es főtábla     | Nyolcaddöntő      | Negyeddöntő       | Elődöntő          | Bronz- mérkőzés   | Döntő             | Helyezés |
| Versenyző   | Versenyszám | Ellenfél Eredmény                | Ellenfél Eredmény | Ellenfél Eredmény | Ellenfél Eredmény | Ellenfél Eredmény | Ellenfél Eredmény | Ellenfél Eredmény | Helyezés |
| ----------- | ----------- | -------------------------------- | ----------------- | ----------------- | ----------------- | ----------------- | ----------------- | ----------------- | -------- |
| Lu Yen-Hsun | Egyes       | Jarkko Nieminen (FIN) · 3-6, 3-6 | kiesett           | kiesett           | kiesett           | kiesett           | kiesett           | kiesett           | 33.      |

## Tollaslabda
| Versenyző                      | Versenyszám  | 32-es főtábla                                                              | Nyolcaddöntő                                                   | Negyeddöntő                     | Elődöntő          | Bronz- mérkőzés   | Döntő             | Helyezés |
| Versenyző                      | Versenyszám  | Ellenfél Eredmény                                                          | Ellenfél Eredmény                                              | Ellenfél Eredmény               | Ellenfél Eredmény | Ellenfél Eredmény | Ellenfél Eredmény | Helyezés |
| ------------------------------ | ------------ | -------------------------------------------------------------------------- | -------------------------------------------------------------- | ------------------------------- | ----------------- | ----------------- | ----------------- | -------- |
| Chien Yu-Hsiu                  | Férfi egyes  | Peter Gade (DEN) · 6-15, 1-15                                              | kiesett                                                        | kiesett                         | kiesett           | kiesett           | kiesett           | 17.      |
| Cheng Shao-Chieh               | Női egyes    | Ling Wan Ting (HKG) · 11-9, 11-8                                           | Cson Dzsejon (KOR) · 3-11, 11-6, 11-4                          | Kung Zsuj-na (CHN) · 3-11, 3-11 | kiesett           | kiesett           | kiesett           | 5.       |
| Cheng Wen-Hsing Chien Yu-Chin  | Női páros    | Kanada (CAN) · Helen Nichol · Charmaine Reid · 15-0, 15-10                 | Dél-Korea (KOR) · I Hjodzsong · Hvang Jumi · 13-15, 15-8, 5-15 | kiesett                         | kiesett           | kiesett           | kiesett           | 9.       |
| Tsai Chia-Hsin Cheng Wen-Hsing | Vegyes páros | Dél-afrikai Köztársaság (RSA) · Chris Dednam · Antoinette Uys · 15-3, 15-9 | Kína (CHN) · Csang Csün · Gao Ling · 5-15, 2-15                | kiesett                         | kiesett           | kiesett           | kiesett           | 9.       |

## Úszás
Férfi
| Versenyző     | Versenyszám    | Előfutam | Előfutam | Előfutam | Elődöntő | Elődöntő | Elődöntő | Döntő   | Döntő    |
| Versenyző     | Versenyszám    | Idő      | Hely.    | Össz.    | Idő      | Hely.    | Össz.    | Idő     | Helyezés |
| ------------- | -------------- | -------- | -------- | -------- | -------- | -------- | -------- | ------- | -------- |
| Wang Shao-An  | 50 m gyors     | 23,54    | 7.       | 48.      | kiesett  | kiesett  | kiesett  | kiesett | kiesett  |
| Wu Nien-Pin   | 100 m gyors    | 52,58    | 7.       | 54.      | kiesett  | kiesett  | kiesett  | kiesett | kiesett  |
| Wu Nien-Pin   | 200 m vegyes   | 2:08,72  | 6.       | 44.      | kiesett  | kiesett  | kiesett  | kiesett | kiesett  |
| Chen Te-Tung  | 200 m gyors    | 1:54,14  | 6.       | 47.      | kiesett  | kiesett  | kiesett  | kiesett | kiesett  |
| Chen Te-Tung  | 400 m gyors    | 4:03,71  | 2.       | 40.      |          |          |          | kiesett | kiesett  |
| Chen Cho-Yi   | 100 m mell     | 1:03,94  | 2.       | 35.      | kiesett  | kiesett  | kiesett  | kiesett | kiesett  |
| Wang Wei-Wen  | 200 m mell     | 2:20,65  | 3.       | 42.      | kiesett  | kiesett  | kiesett  | kiesett | kiesett  |
| Yeh Tzu-Cheng | 200 m pillangó | 2:06,41  | 8.       | 36.      | kiesett  | kiesett  | kiesett  | kiesett | kiesett  |
| Lin Yu-An     | 400 m vegyes   | 4:41,76  | 3.       | 35.      |          |          |          | kiesett | kiesett  |

Női
| Versenyző      | Versenyszám    | Előfutam | Előfutam | Előfutam | Elődöntő | Elődöntő | Elődöntő | Döntő   | Döntő    |
| Versenyző      | Versenyszám    | Idő      | Hely.    | Össz.    | Idő      | Hely.    | Össz.    | Idő     | Helyezés |
| -------------- | -------------- | -------- | -------- | -------- | -------- | -------- | -------- | ------- | -------- |
| Nieh Pin-Chieh | 50 m gyors     | 27,09    | 7.       | 41.*     | kiesett  | kiesett  | kiesett  | kiesett | kiesett  |
| Sung Yi-Chieh  | 100 m gyors    | 59,18    | 5.       | 44.      | kiesett  | kiesett  | kiesett  | kiesett | kiesett  |
| Yang Chun-Kuei | 200 m gyors    | 2:05,65  | 2.       | 36.      | kiesett  | kiesett  | kiesett  | kiesett | kiesett  |
| Fu Hsiao-Han   | 100 m hát      | 1:06,62  | 5.       | 37.      | kiesett  | kiesett  | kiesett  | kiesett | kiesett  |
| Lin Man-Hsu    | 200 m hát      | 2:17,68  | 4.       | 24.      | kiesett  | kiesett  | kiesett  | kiesett | kiesett  |
| Lin Man-Hsu    | 200 m vegyes   | 2:18,86  | 7.       | 20.      | kiesett  | kiesett  | kiesett  | kiesett | kiesett  |
| Lin Man-Hsu    | 400 m vegyes   | 4:52,22  | 8.       | 20.      |          |          |          | kiesett | kiesett  |
| Cheng Wan-Jung | 100 m pillangó | 1:02,94  | 2.       | 34.      | kiesett  | kiesett  | kiesett  | kiesett | kiesett  |
| Cheng Wan-Jung | 200 m pillangó | 2:16,25  | 2.       | 25.      | kiesett  | kiesett  | kiesett  | kiesett | kiesett  |

* - egy másik versenyzővel azonos időt ért el